# فلاديمير ميهورسكي
فلاديمير يوسيفافيتش ميهورسكي ( البيلاروسية: Уладзімір Іосіфавіч Мігурскі ; الروسية: Владимир Иосифович Мигурский ؛ من مواليد 13 يونيو 1968) هو لاعب كرة قدم بيلاروسي سابق.

### الأوسمة
طوربيد موغيليف
نهائي كأس بيلاروسيا : 1995